# Björntjärnen (Jörns socken, Västerbotten)
Björntjärnen är en sjö i Skellefteå kommun i Västerbotten och ingår i Kågeälvens huvudavrinningsområde. Sjön har en area på 0,0553 kvadratkilometer och ligger 274,2 meter över havet. Sjön avvattnas av vattendraget Lillån.

## Delavrinningsområde
Björntjärnen ingår i det delavrinningsområde (722960-171320) som SMHI kallar för Mynnar i Kågeälven. Medelhöjden är 288 meter över havet och ytan är 29,07 kvadratkilometer. Det finns inga avrinningsområden uppströms utan avrinningsområdet är högsta punkten. Lillån som avvattnar avrinningsområdet har biflödesordning 2, vilket innebär att vattnet flödar genom totalt 2 vattendrag innan det når havet efter 69 kilometer. Avrinningsområdet består mestadels av skog (78 procent) och sankmarker (14 procent). Avrinningsområdet har 0,22 kvadratkilometer vattenytor vilket ger det en sjöprocent på 0,8 procent.